# نور الدين الغرسلي
نور الدين الغرسلي (11 أوت 1955) هو لاعب كرة قدم سابق لنادي المستقبل الرياضي بالقصرين ومدرب كرة قدم، يدرب منذ سنة 2011 منتخب جيبوتي لكرة القدم

## مسيرته
المدرب نور الدين الغرسلي المتحصل منذ بداية الثمانينات على الدرجة الثالثة في التدريب من سويسرا كان لاعبا في صفوف مستقبل القصرين ثم تحول إلى سويسرا لمواصلة دراسته الجامعية وعند عودته اشرف في تونس على عدة اندية من بينها ترجي جرجيس ومستقبل القصرين ومستقبل قابس والاتحاد الرياضي بسبيطلة ونجم المتلوي والملعب السوسي. كما درب في الامارات العربية المتحدة واحرز مع نادي الشعب على كأس رئيس دولة الإمارات. وعمل أيضا في بعض الاندية القطرية.

## روابط خارجية
- نور الدين الغرسلي على موقع الاتحاد الدولي (مؤرشف)  (الإنجليزية)
- نور الدين الغرسلي على موقع عالم كرة القدم.نت (الإنجليزية)